# Нефіліми

«Син Божий та людська дочка»

Ве́летні або нефілі́ми (староцерк.-слов. исполини; івр. נפילים — «ті, хто змушують інших падати», від івр. נָפַל — «падати», «руйнувати», «скидати», «розбещувати») — біблійні велетні; діти людських дочок та янголів, що жили в стародавні часи.

## Походження
Нефіліми згадуються в П'ятикнижжі (в деяких перекладах під назвою велетні), в неканонічних єврейських і християнських текстах (наприклад в Книзі Еноха). В П'ятикнижжі Старого Заповіту написано, що сини Божі (янголи, що стали згодом падшими) були вражені красою жінок і брали їх собі за дружин, що як зрозуміло з Біблії було протиприродно. Від цих шлюбів і народжувались нефіліми. Бог вирішив знищити все живе на землі за гріхи Потопом. Ось, як про це написано в Книзі Буття 6:4 
|  | За тих днів на землі були велетні, а також по тому, як стали приходити Божі сини до людських дочок. І вони їм народжували, — то були силачі, що славні від віку. (Бут. 6:4) |

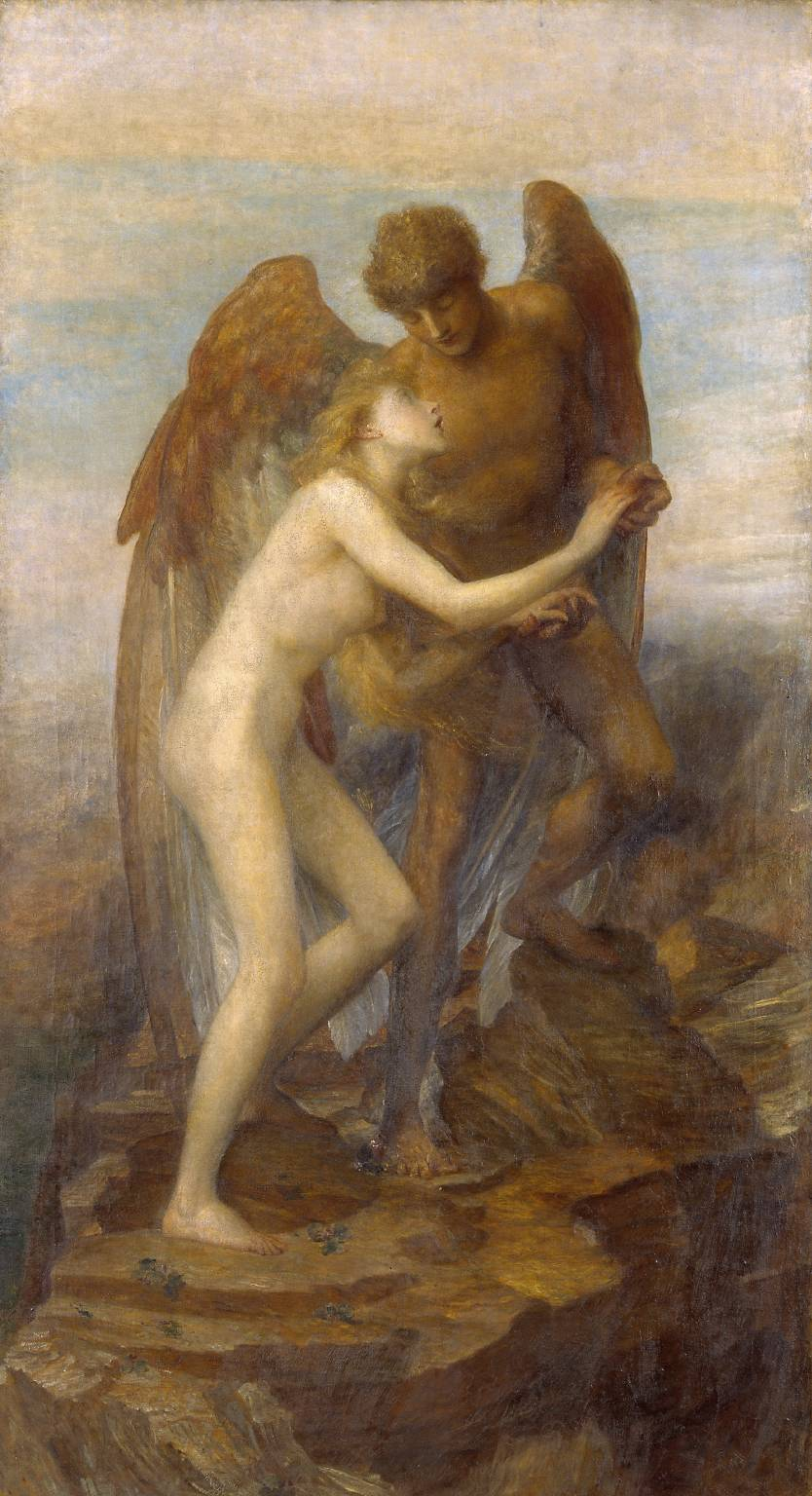
Янгол і жінка

Наведену вище фразу деякі розуміють і так, що велетні існували й до приходу янголів. Крім цього, як стає очевидно з цієї ж фрази нефіліми існували і після Потопу — вони згадуються в Книзі Чисел 13:34. 
|  | І там ми бачили велетнів, синів Енака, з роду велетнів, і були ми у своїх очах мов та сарана, і такими ми були в їхніх очах. (Чис. 13:34) |

Вважається, що під синами Енака малося на увазі біблійне плем'я «велетнів», які ще звались рефаїми, або авім. Їх нащадки жили в Гефі, одним з них був Голіаф. Цар амореїв Ог названий останнім із рефаїмів. В Ізраїлі існують величезні кола з каменів, що мають назву «кіл рефаїмів».

В 1-й Книзі Еноха представлено наочний опис нефілімів: 
|  | І жінки ставали вагітними й народжували великих гігантів зростом в триста людей. Вони з'їдали все, що було у народу, і людям, нарешті, набридло годувати їх. Тоді гіганти попрямували на людей, щоб з'їсти їх. І вони почали грішити проти птахів, диких звірів, плазунів та риб. І вони пожирали плоть один одного і пили кров. І тоді сама земля виступила проти них. (7:3-7) |

## Наукові та псевдонаукові теорії існування нефілімів
Деякі вчені підтримують гіпотезу існування племені високих людей, що жили на території сучасної Палестини та інших частинах світу. Як свідчать газети кінця 50-х років минулого століття, в ході проведення дорожніх робіт в долині Євфрату, в південно-східній частині Туреччини, були виявлені могили з останками гігантів. В ході вивчення могил, була знайдена гомілкова кістка, довжиною 120 см. Історичні хроніки XIX століття часто повідомляють про знахідки в різних куточках земної кулі скелетів людей аномально високого зросту. У 1821 році в США в штаті Теннессі знайшли руїни стародавньої кам'яної стіни, а під нею два людських скелета зростом 2,15 метрів. У Вісконсині під час будівництва зерносховища в 1879 році були знайдені величезні хребці і кістки черепа «неймовірної товщини і розміру», як свідчить замітка в газеті. Археологічні дослідження не рідко виявляли дуже високих людей, в різних частинах світу, на різних континентах.[неавторитетне джерело]
Дехто вважає, що в міфологіях інших народів світу є докази існування подібних істот. Наприклад напівбоги-напівлюди такі, як Геракл в грецькій міфології мали великий ріст і надзвичайну силу, як і нефіліми, і також були досить жорстокими і кровожерливими.
Сини Божі — чоловічі нащадки праведного Сифа, третього сина Адама і Єви, а дочки людські — жіночі нащадки проклятого Богом Каїна, першого сина Адама і Єви і вбивці Авеля. Цієї думки дотримувалося багато відомих богословів — Іван Золотоустий, Єфрем Сирин, блаженний Феодорит, Кирило Єрусалимський, Ієронім, Августин та ін. Такої ж позиції притримуються сучасна Православна і Католицька церкви.
Деякі дослідники вважають нефілімів нащадками інопланетян та людей.

## Образ в мистецтві

### Нефілім у літературі
У 2005 р. Л. А. Марзуллі видав християнський науково-фантастичний роман під назвою «Нефілім». Головний герой — сучасна молода людина, позбавлена віри в Бога, та й у саме людство, Артур Маккензі — виявляється на передньому плані боротьби добра і зла. У романі автор піднімає питання про появу на нашій планеті стародавніх біблійних велетнів, нефілімів, зачатих демонами і народжених жінками.
Також нефіліми зустрічаються в серії книг «Джорджина Кінкейда» автора Рейчел Мід.
У фантастичній повісті Джеремі Робінсона «Демони Антарктоса» нефіліми є головними антагоністами; обговорюються їх походження, уявні згадки про нефілімів в міфології народів світу, роль нефілімів в історії людства.
Також нефіліми — головні персонажі серії книг письменниці Кассандри Клер «Сутінкові мисливці» («Місто кісток» та ін.). Тут вони постають у образі сутінкових мисливців — могутніх воїнів, основне призначення яких полягає у захисті людства від породжень зла.
Нефіліми згадуються у романі Тесс Ґеррітсен «Клуб Мефісто» (The Mephisto Club, 2006) із серії книг «Ріццолі та Айлс»: «- Що, як нефіліми — стражі — справді існують? Завжди існували й досі живуть поміж нас? — Діти палих янголів? — Це біблійна інтерпретація…» (переклад О. В. Оксенич)

### Нефілім у кіно
Нефілім можна побачити:
- В мінісеріалі «Падший»
- В містичному фільмі «Пророцтво 2»
- В містичному фільмі «Пророцтво 3»
- У фільмі жахів «Геєна»
- У фантастичному фільмі «Кінець людства»
- В серіалі «Відьма»
- У фільмі «Темні Янголи» (США, 2007 рік)
- В епізоді 5.17 «Всі душі» серіалу «Секретні матеріали» нефіліми — три сестри з інвалідністю.
- В серіалі «Янгол чи демон»
- У телесеріалі «Дев'ять невідомих» два чорних мага є колишніми членами тоталітарної секти «брати Нефіліми».[1]
- У фільмі «Знаряддя смерті: Місто кісток» (2013) нефілім — головна героїня Клері Фрей (акторка Лілі Коллінз).
- У серіалі «Надприродне» періодично з'являються різні нефіліми, у 13-15 сезонах нефілім Джек, син Люцифера, — один із головних персонажів.

### У відеоіграх
- У серії ігор Diablo Нефела — результат зв'язку янголів і демонів.
- В онлайн-рольової гри Aion Нефілім — неігровий персонаж, моб.
- У грі Tomb Raider: The Angel of Darkness — ключовий персонаж, навколо якого закручений сюжет гри.
- У грі Lineage 2 велика частина монстрів, що населяють підземелля Семи Печаток, відносяться до війська нефілімів.
- У серії ігор Darksiders 2 Нефілфми — перші воїни Творця. Вони були створені раніше архангелів і билися з темрявою ще на зорі часів, але, на жаль, славилися істотами неідеальними, грубими і примітивними, тому головний герой (вершник Смерть) вбив їх всіх, а душі заховав в амулеті який віддав мудрецю (Старійшому Ворону)в результаті чого амулет застряв у Смерті в грудях.
- У серії ігор Devil May Cry — головний персонаж, Данте, є сином демона Спарди і людської жінки Єви. В DmC: Devil May Cry Нефілімами називаються діти від шлюбу янгола і демона.

### Нефілім у музиці
- Грецька музична група Septic Flesh згадує нефілімов у своїй пісні «Nephelim Sons»
- В альбомі польської групи Behemoth «Demigod» є пісня «Nephilim Rising».
- Британська готична рок-група носить назву «Fields of the Nephilim».
- В альбомі російської співачки Канцлер Гі «Єдиний ворог» є пісня «Нефела».
- У шведській дез-метал групи Pantokrator є в альбомі «Aurum» (2007) пісня «Nephilim».
- У шведської групи Katatonia в альбомі «Night Is The New Day» (2009) є пісня «Nephilim».
- У японської групи Abingdon Boys School є альбом «Nephilim».
- В американської альтернативної групи AFI є в альбомі «The Art of Drowning» (2000) пісня «The Nephilim».[6]